# État doublet
 (février 2023).
Si vous disposez d'ouvrages ou d'articles de référence ou si vous connaissez des sites web de qualité traitant du thème abordé ici, merci de compléter l'article en donnant les références utiles à sa vérifiabilité et en les liant à la section « Notes et références ».
En chimie quantique, un état doublet caractérise un atome ayant un électron non apparié sur une orbitale atomique, de telle sorte que deux états quantiques soient possibles, correspondant chacun à une direction ({\displaystyle {\begin{smallmatrix}\uparrow \end{smallmatrix}}} ou {\displaystyle {\begin{smallmatrix}\downarrow \end{smallmatrix}}}) du spin de l'électron célibataire.
Le terme « doublet » remonte au XIXe siècle, lorsque fut observé pour la première fois l'effet Zeeman dédoublant certaines raies spectrales d'un gaz ionisé excité en présence d'un fort champ magnétique : ce dernier permettait de distinguer deux orbitales atomiques normalement confondues à l'état fondamental, la différence étant due au sens opposé du moment angulaire de ces deux orbitales. Cet effet mit les chercheurs sur la piste du spin des électrons, permettant même de déduire la valeur absolue de ce spin comme devant être égale à 1/2.

## Articles liés
- Multiplicité de spin
- État singulet
- État triplet